# Steppin' on Water
| Recensione | Giudizio |
| ---------- | -------- |
| AllMusic   |          |

Steppin' on Water è una raccolta di Elisa del 2012 destinata al mercato nordamericano.

## Descrizione
L'album contiene tre brani tratti dalla colonna sonora del film Un giorno questo dolore ti sarà utile (Love Is Requited, Apologize e Just as One, quest'ultima in un'inedita versione solista), cinque dal precedente Ivy (Fresh Air, Nostalgia, Lullaby, Forgiveness e I Never Came, cover dei Queens of the Stone Age) e i brani So Much of Me (inedita versione inglese de Gli ostacoli del cuore), One Step Away (versione inglese di Eppure sentire (un senso di te)) e una versione dal vivo di Dancing registrata durante l'ultimo tour, il 17 aprile 2011 al Teatro Gaetano Donizetti di Bergamo.
So Much of Me e One Step Away, come Lullaby e Forgiveness, riprendono l'arrangiamento utilizzato in Ivy e non quello delle rispettive versioni originali.
Il titolo della raccolta proviene dal testo di Apologize.
Nel 2012 Love is requited è candidata al Nastro d'argento e vince nella categoria "miglior canzone originale" tratta da un film.

## Tracce
1. Love Is Requited – 3:39 (testo: Michele Von Buren – musica: Andrea Guerra)
2. Apologize – 2:46 (testo: Michele Von Buren – musica: Andrea Guerra)
3. Fresh Air – 3:11 (Elisa Toffoli)
4. So Much of Me – 4:19 (testo: Luciano Ligabue, Michele Von Buren – musica: Luciano Ligabue)
5. Nostalgia (Radio Edit) – 3:28 (testo: Elisa Toffoli – musica: Elisa Toffoli, Andrea Rigonat)
6. Lullaby – 4:11 (Elisa Toffoli)
7. One Step Away – 3:42 (testo: Elisa Toffoli – musica: Paolo Buonvino)
8. Forgiveness – 4:26 (Elisa Toffoli)
9. Just as One – 3:50 (testo: Michele Von Buren – musica: Andrea Guerra)
10. I Never Came – 4:25 (Joey Castillo, Josh Homme, Troy Van Leeuwen)
11. Dancing (Live) – 5:23 (Elisa Toffoli)

## Date di pubblicazione
| Nazione     | Data             | Formato              | Etichetta     |
| ----------- | ---------------- | -------------------- | ------------- |
| Canada      | 21 febbraio 2012 | CD, Digital Download | Decca Records |
| Stati Uniti | 13 marzo 2012    | CD, Digital Download | Decca Records |
| Australia   | 13 marzo 2012    | CD                   | Decca Records |
| Messico     | 13 marzo 2012    | Digital Download     | Decca Records |